# La Luna (tarocchi)

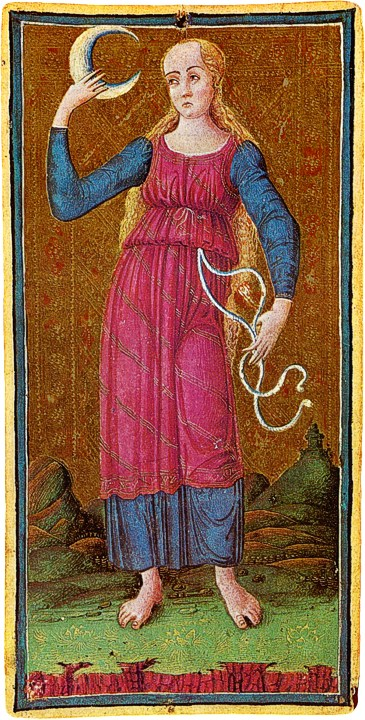
La luna nel mazzo Visconti-Sforza.

La Luna è la diciottesima carta degli arcani maggiori dei tarocchi.

## Rappresentazioni
Iconograficamente è rappresentata da due lupi (o cani) che ululano alla luna fra due torri, e da un gambero che emerge dall'acqua. I due cani fanno guardia all'unico passaggio a volte rappresentato da un sentiero che passa fra le due torri, mentre la luna, vista piena o in primo quarto, irradia con la sua luce il paesaggio.

## Simbolismi
In alcune interpretazioni, il gambero nello stagno rappresenta l'inconscio o l'immaginazione che emerge verso percorsi difficili e pericolosi (il passaggio tra i due cani e tra le torri verso luoghi minacciosi). Altri invece interpretano l'animale come un granchio, facendo riferimento al segno zodiacale del cancro il cui astro di riferimento è proprio la luna; seguendo sempre questa interpretazione i due cani sarebbero a loro volta due costellazioni: il Cane maggiore e il Cane minore, mitologicamente i guardiani e protettori del satellite.
A ben guardare le gocce che sembrano piovere sulla terra compiono invece il movimento contrario: ascendono verso l'astro come se attirate da esso, questo sta a significare che l'Arcano non si muove dal mondo circostante all'uomo ma, al contrario, dall'uomo verso l'esterno. Ci parla dunque di energia, inconscio ed emozioni. <— quale è la derivazione di questo ultimo insieme di pensiero?

## Significato
Il principio creativo femminile (la parte sinistra).
L'infanzia, la femminilità, la donna, la madre, il sonno e il sogno.
Tale carta indica un viaggio lungo e tormentato o una difficile conquista della verità, comunque invita l'uomo a ricercare il significato reale delle cose affrontando difficoltà e pericoli. Come tutti gli arcani, il suo significato cambia a seconda del verso in cui compare la carta; nel caso della Luna però il significato è molto più pesante e negativo quando compare dritta nel gioco, mentre nella sua versione rovesciata la sua forza si attenua così come i cattivi presagi. 

### Carta dritta
Legata all'inconscio e alla notte, al lato più oscuro del mondo, la Luna non è mai una carta totalmente positiva, piuttosto ambigua, anche quando circondata da arcani molto positivi. Non per forza negativa dunque, ma sempre sfaccettata, si lega anche alla dimensione della memoria, e quindi a un passato delle volte dimenticato, che sia un trauma represso o superato solo in parte o il rimasuglio di una vita passata. Arcano femminile, quindi che si rifà ai principi di ricezione piuttosto che di azione è stato a lungo identificato con la stregoneria, alcuni tra i suoi significati sono infatti le visioni profetiche e dei legami tra i mondi, la chiaroveggenza e la pratica di attività esoteriche. Nel senso pratico dunque la Luna può indicare incontri o contatti con persone che avevamo perso di vista, ex o amici di vecchia data, ma anche timidezza, turbamento ed il riemergere dell'intuito. La luna può simboleggiare truffe, raggiri e menzogne; e visto il suo legame con l'acqua, quando questa compare nel gioco, si sconsigliano viaggi in mare perché potrebbe rivelare pericoli legati all'acqua. 
Il movimento dell'astro, che ogni mese muore e risorge è anche legato all'idea del cambiamento e del superamento dell'oscurità. Quindi se da una parte la Luna simboleggia un pericolo, dall'altra è un monito ad ascoltare quella parte di noi che è sepolta dalla modernità, l'intuito inspiegabile, perché il pericolo può essere avvertito e quindi sventato prima che danneggi il consultante. L'arcano consiglia di stare in ascolto, di essere ricettivi appunto, e di affidarci alla nostra parte intuitiva. La carta è quindi simbolo di una totale accettazione di noi stessi, di introspezione e rinvigorimento spirituale, di segreti svelati, un'indole tesa alla profondità intellettuale.
In amore segnala il bisogno del consultante di trovare un rapporto con delle basi profonde e una forte intesa spirituale, oppure di rapporti conflittuali amore-odio animati da una forte passione. Può indicare anche una gravidanza. Sul lavoro si collega a professioni creative o di carattere psicologico, ma anche lavori legati al mare e all'acqua.
La Luna simboleggia un individuo sognatore ma talvolta ingenuo, passivo e riflessivo. Spesso si riferisce a una donna: una madre o una moglie, oppure una sconosciuta misteriosa e affascinante. Per quanto riguarda gli uomini indica invece marinai, viaggiatori spesso ambigui e affascinanti. Sia che riferita a un uomo che a una donna, mette in luce uno spiccato interesse per l'ignoto e le materie esoteriche, spesso platonico ma delle volte anche pratico, ad esempio può indicare cartomanti e indovini, o seguaci dei culti pagani e new age. 
Si tratta di un arcano abbastanza lento: richiede dai due ai tre mesi per manifestarsi, ma il suo influsso è ampio e può durare fino a un anno.

### Carta rovesciata
Paradossalmente, quando la Luna appare al rovescio nel gioco, assume meno potere rispetto alla carta al dritto. Ciò non la rende meno negativa, ma sicuramente meno pesante, meno influente, e che quindi può facilmente essere influenzata dalle carte vicine. Il suo significato è quello del lato oscuro, meno vivibile, dell'inconscio: le paure, le ossessioni; o ancora le emozioni che prendono il sopravvento: la paranoia, la depressione, un precipizio in cui cadere. Sono quei lati di noi stessi che tendiamo ad ignorare, a peggio, a non controllare. 
L'Arcano assume dunque le forme della falsità: delle menzogne, che siano verso gli altri o con noi stessi, dell'illusione, dell'apparenza senza sostanza. Ma sono anche segreti che trapelano, confusione, caos interiore, furti, rapimenti ed equivoci. Sempre sulla scia dell'illusione, la Luna ci segnala pericoli latenti, una realtà ingannevole da affrontare con sacrificio perché i progetti del consultante non sono puri, ma troppo soggetti ai condizionamenti esterni e non si realizzeranno. La carta ci parla anche di una ricettività ormai debole, una mente che ha smesso di ascoltarsi per iniziare a mentirsi, che si traduce in pigrizia ed auto compatimento. Il consultante non riesce a vedere la realtà in modo analitico, e agisce in preda alle emozioni (lunatico) e alle superstizione.
In amore l'Arcano segnala sentimenti mutevoli, tradimento, una relazione confusa che si spaccia per amore ma non lo è. Talvolta segnala la presenza di legamenti magici e filtri per indurre le passioni. Lavorativamente segnala false promesse, una carriera inadatta da riconsiderare.
Quando la Luna indica un soggetto ci parla di una persona infida, invidiosa e falsa; probabilmente un nemico nascosto.